# Армія (військово-технічний форум)
Міжнародний військово-технічний форум «Армія» - захід, організований Міністерством оборони Російської Федерації. Він включає такі спеціальні проекти, як Міжнародна виставка високопродуктивної техніки та технологій для озброєння оборонних підприємств «Інтелектуальні промислові технології» та спеціалізована виставка «Інноваційний клуб».
Форум «Армія» проводиться в Росії з 2015 року на території парку «Патріот», з 2017 року журналісти працюють на ньому у всі дні проведення форуму, включаючи перший, який є закритим для відвідування.
У 2015 році у форумі «Армія» взяли участь представники 70 іноземних держав, у 2016 – 80 іноземних держав. До 2019 року кількість іноземних держав-учасниць форуму досягла 120.
П'ятий ювілейний форум «Армія», що відбувся у 2019 році, визнали рекордним як за кількістю та сумами державних контрактів, так і за кількістю відвідувачів, яка за всі дні роботи форуму склала більше одного мільйона осіб .

## Дата проведення
- 2015 рік – з 16 по 19 червня. Днями відкритого відвідування були субота та неділя, 18 та 19 червня.
- 2016 рік – з 6 по 11 вересня. Дні робочого відвідування 7 та 8 вересня, відкрите відвідування було можливим з 9 по 11 вересня.
- 2017 рік – з 22 по 27 серпня. Дні робочого відвідування 24 та 24 серпня, дні відкритого відвідування з 25 по 27 серпня.
- 2018 рік – з 21 по 26 серпня. Робоче відвідування 22 та 23 серпня, з 24 по 26 серпня дні відкритого відвідування.
- 2019 рік – з 25 по 30 червня. Робоче відвідування 26 та 27 червня, з 28 по 30 червня дні відкритого відвідування.
- 2020 рік - з 23 по 29 серпня. Робоче відвідування 23-26 серпня, з 27 по 29 серпня дні відкритого відвідування.
- 2021 рік - з 22 по 28 серпня. Робоче відвідування: 24-25 серпня. З 26 по 28 серпня – дні відкритого відвідування.
- 2022 рік - з 15 по 21 серпня. Робоче відвідування: 15-18 серпня. З 19 по 21 серпня – дні відкритого відвідування.

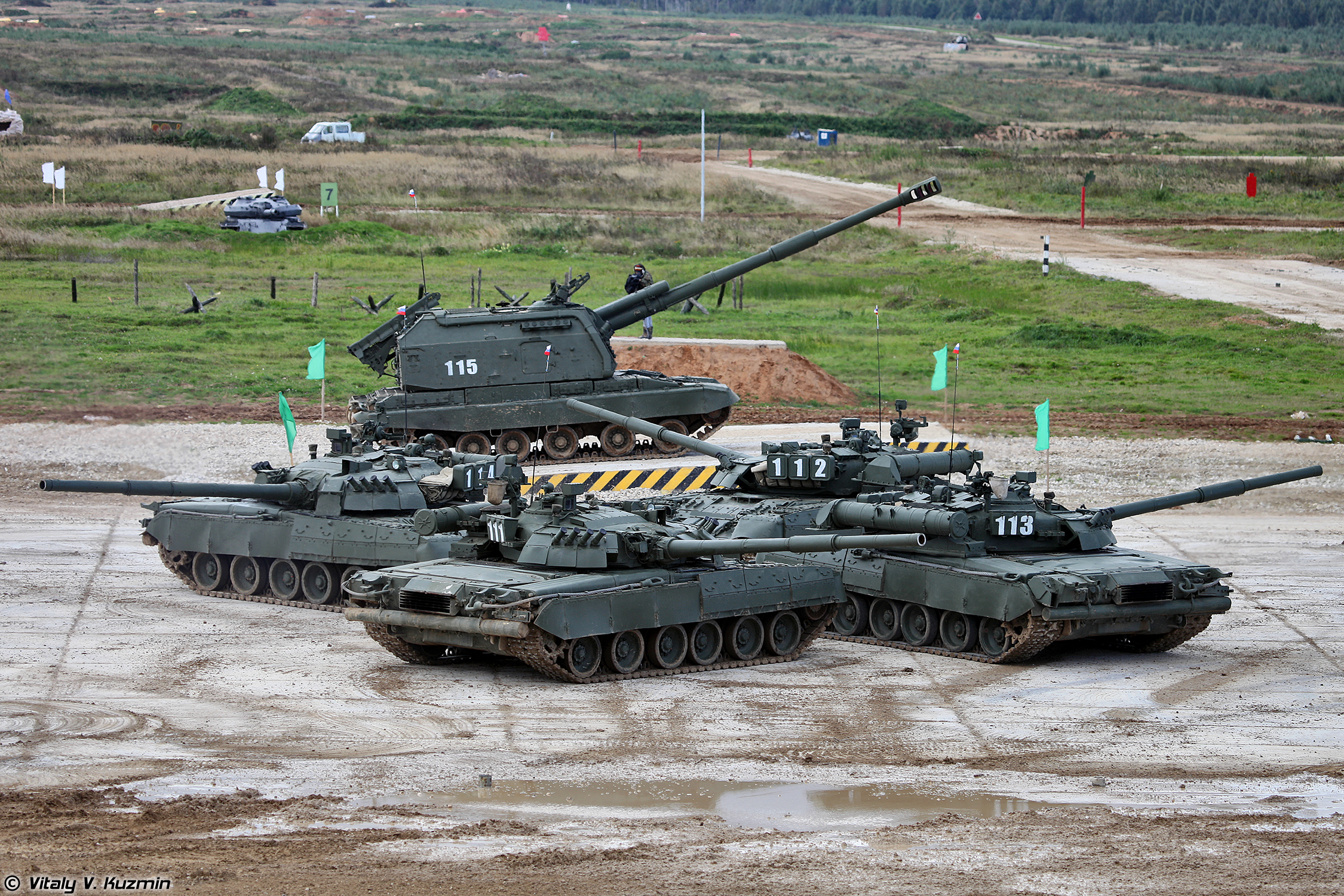
«Армія-2016»

## Робоча програма
Робоча програма, або науково-ділова програма, форуму «Армія» традиційно включає міжнародні двосторонні зустрічі на рівні міністрів та офіційних представників держав, а також укладання двосторонніх контрактів, що так чи інакше стосуються оборонної промисловості.
Круглі столи, брифінги та семінари робочої програми форуму проходять як на території КВЦ "Патріот", так і на території аеродрому Кубинка, який зараз входить до єдиного комплексу з "Патріотом".

## Демонстраційна програма
Демонстраційна програма форуму «Армія» традиційно включає покази на аеродромі Кубинка і полігоні Алабіно. На Кубинці демонструється головна льотна програма, що традиційно виступають пілотажні групи «Стрижі», «Російські Вітязі» та пілотажна група на вертольотах «Беркути». Всі ці пілотажні групи сформовані з військових льотчиків, а виступи відбуваються на серійних модифікаціях літаків і гелікоптерів.
Динамічна програма на полігоні Алабіно, головним чином, включає показ наземної техніки. Програма має певний сюжет і сценарій, в якому іноді використовуються літаки та вертольоти. Включення авіаційної техніки до демонстраційної програми на Алабіно пов'язане, зокрема, з тим, що відвідування обох демонстраційних полігонів за один день практично неможливо поєднати.

## Аварії
17.08.2021 при перельоті з Жуковського до Кубинки розбився досвідчений зразок легкого військово-транспортного літака Іл-112В. Екіпаж під командою заслуженого льотчика-випробувача М. Д. Куїмова загинув .

## Підсумки

### 2022 рік
За інформацією Міноборони РФ, Форум відвідало близько 2 млн. осіб. Проведено 40 науково-ділових заходів за участю майже 22 тис. експертів. З підприємствами ОПК РФ було укладено 36 контрактів на загальну суму, що перевищує 525 млрд рублів.  На ньому були присутні військові делегації з 85 держав, представлено понад 28,5 тис. зразків продукції військового і подвійного призначення. 

### 2023 рік
Протягом Форуму МО РФ підписало контрактів з підприємствами ОПК на суму більш ніж 400 млрд рублів. У результаті у війська буде передано понад 2,5 тис. зразків озброєння і спеціальної техніки, а також понад 1,8 млн одиниць засобів ураження. 